# Lathrolestes mnemonicae
Lathrolestes mnemonicae là một loài tò vò trong họ Ichneumonidae.